# Renault Sherpa 5
Pour les articles homonymes, voir Sherpa (homonymie).
 (août 2017).
Si vous disposez d'ouvrages ou d'articles de référence ou si vous connaissez des sites web de qualité traitant du thème abordé ici, merci de compléter l'article en donnant les références utiles à sa vérifiabilité et en les liant à la section « Notes et références ».
Le Renault Sherpa 5 est un camion tactique fabriqué par Renault Trucks Defense.

## Description
Présenté à Eurosatory en 2004, le Sherpa 5 est un véhicule tout-terrain à quatre roues motrices (4×4) ou six roues motrices (6×6) de 7 tonnes de charge utile dédié aux unités de l'avant et aux forces logistiques, génie et système d'armes.
Plusieurs versions couvrent l'ensemble des besoins de transport des unités engagées en zone de combat.
L'armée française l'utilise pour le transport des munitions ou comme camion équipé d'un système d'artillerie.
Le Sherpa 5 est capable de franchir des pentes de 60 %, des dévers de 30 %, des gués de 1,20 m et des obstacles verticaux de 0,5 m. Il est aéroportable par avion C-130 et A400M.
Parmi les options, figurent le démarrage grand froid (−32 °C), la variation de la pression de gonflage des pneumatiques, les pneumatiques pour le roulage à plat, la boîte de vitesses automatique et la transmission intégrale permanente (4×4 ou 6×6).